# ایلت نهمیاس-وربین
ایلت نهمیاس-وربین (عبری: איילת נחמיאס-ורבין؛ زاده ۱۹ ژوئن ۱۹۷۰) وکیل و سیاست‌مدار اهل اسرائیل است.

## اوایل زندگی
نهمیاس-وربین در تل‌آویو متولد و بزرگ شده‌است. او در دانشگاه عبری اورشلیم حقوق آموخته‌است. او در سال ۱۹۹۱ عضو حزب کارگر شد، و بعدها دستیار مشاور حقوقی نخست‌وزیر اسحاق رابین شد. پس از ترور اسحاق رابین در سال ۱۹۹۵ او رئیس شرکت آبیاری تولیت (به انگلیسی: Tavlit) شد.

### عضو کنست
وی در فهرست بیست و دومین دوره از اتحادیه صهیونیستی (اتحاد کار و هاتنوعا) برای انتخابات سراسری ۲۰۱۵ کنست جای گرفت، و با رای ۲۴ کرسی منتخب کنست شد.

## زندگی شخصی
نهمیاس-وربین ازدواج کرده و با سه فرزندان خود در یافا زندگی می‌کند. پدر حقوق‌دان وی شهردار سابق رمت هشارون است.